# Nothing OS
Nothing OS é uma interface de usuário desenvolvida pela Nothing Technology Limited para dispositivos Android desde 2022, rodando Android 12 e versões posteriores. Seu objetivo é proporcionar uma experiência minimalista, utilizando ícones em tons escuros nos aplicativos — inclusive naqueles que não suportam pacotes de ícones personalizados.[carece de fontes?] Atualmente, o Nothing OS é exclusivo para os smartphones Nothing e CMF.[carece de fontes?]
Essa interface foi desenvolvida inicialmente para o Phone (1).

## Histórico

### Nothing OS 1.0
Em 23 de março de 2022, durante o discurso de abertura da Nothing sobre seu primeiro smartphone, a empresa anunciou sua interface para Android, o Nothing OS.

### Nothing OS 1.5
Foi lançado na versão 1.5.2 em 16 de fevereiro de 2023, baseado no Android 13. Ele trouxe melhorias de desempenho e na Glyph Interface, além de um novo aplicativo de clima e outros recursos, incluindo otimizações de desempenho e funções do Android 13, como o novo leitor de código QR do sistema, segundo o The Verge. O lançamento oficial ao público ocorreu em 22 de fevereiro de 2023, via comunicado da  Nothing OS 1.5.3 was released on 14 March 2023, bringing support for the Nothing Ear 2. Em 14 de março de 2023, a versão 1.5.3 foi liberada, adicionando suporte ao Nothing Ear (2).
Já a 1.5.4, lançada em 5 de maio de 2023, permitiu que usuários enviassem avaliações sobre a experiência do software diretamente pelo telefone. A atualização também trouxe acesso rápido a dispositivos pareados no menu de configurações rápidas e a capacidade de escanear códigos QR de pagamento UPI pelo aplicativo de câmera para realizar pagamentos diretos.

### Nothing OS 2.0
Lançado em 28 de agosto de 2023, o Nothing OS 2.0 introduziu um pacote de ícones monocromáticos e a Glyph Interface 2.0. Novos recursos incluíam o Glyph Torch (uso dos LEDs traseiros como lanterna) e as Notificações Essenciais, que permite notificações persistentes de contatos e aplicativos 

### Nothing OS 2.5
Baseado no Android 14, o Nothing OS 2.5 chegou em 15 de dezembro de 2023 com recursos de personalização de papéis de parede, novos gestos, widgets e melhorias gerais de 

### Nothing OS 3.0
Lançado em 19 de dezembro de 2024 sobre o Android 15, o Nothing OS 3.0 trouxe widgets compartilhados, o aplicativo Nothing Gallery e configurações rápidas aprimoradas. A versão veio pré-instalada no Phone (3a/3a Pro).

### Nothing OS 3.5
Disponibilizado em julho de 2025, o Nothing OS 3.5 focou em personalização, produtividade e desempenho. Estreou no Nothing Phone (3) com a nova Glyph Matrix — um sistema circular de LEDs em matriz para Caller ID, Notificações Essenciais e tons de chamadas generativos com efeitos de luz e vibração dinâmicos. A atualização também introduziu o recurso Virar para Gravar no Essential Space, que permite aos usuários virar o celular com a tela para baixo e manter pressionada a Essential Key para registrar anotações de reuniões - automaticamente organizadas em listas de tarefas.
As melhorias na câmera contemplaram:
- Avanços no processamento HDR
- Modo Noturno aprimorado
- Renderização de imagens instantâneas (Snapshot) otimizada
- Transições mais fluidas em vídeos HDR

Para jogos, o desempenho foi turbinado para atingir 120 FPS em títulos selecionados, enquanto a estabilidade do sistema recebeu melhorias com correções para:
- Falhas no áudio espacial
- Problemas no carregamento
- Aperfeiçoamento na resposta da interface.